# Lantana velutina
Lantana velutina là một loài thực vật có hoa trong họ Cỏ roi ngựa. Loài này được M.Martens & Galeotti mô tả khoa học đầu tiên năm 1844.